# W głębi lasu
W głębi lasu (ang. The Woods) – thriller Harlana Cobena z 2007 roku. W Polsce po raz pierwszy ukazał się w 2008 roku. W 2020 roku premierę miał zrealizowany na podstawie powieści sześcioodcinkowy miniserial pod tym samym tytułem.

## Fabuła
Podczas letniego obozu dwoje z czworga nastolatków zostaje brutalnie zamordowanych, natomiast pozostała dwójka ginie bez wieści.
Po dwudziestu latach prokurator Paul Copeland rozpoznaje w niedawno znalezionych zwłokach Manola Santiaga swojego dawnego znajomego Gila Pereza, który rzekomo zginął niemal ćwierć wieku wcześniej. Morderca ten zamordował także podobno siostrę Paula, Camillę. Jednak wszystko wskazuje na to, że Camilla żyje.